# Хоссайн, Энамул
Энамул Хоссайн (бенг. এনামুল হোসেন রাজীব; 30 сентября 1981, Дакка) — бангладешский шахматист, гроссмейстер (2008).
Трехкратный чемпион Бангладеш (1997, 2006, 2016 гг.). 
В составе сборной Бангладеш участник 9-и Олимпиад (1996—2008, 2012—2014).
Участник Кубка мира по шахматам 2007 (выбыл из турнира во втором туре, уступив Е. Ю. Томашевскому).

## Изменения рейтинга
| Графики недоступны из-за технических проблем. См. информацию на Фабрикаторе и на mediawiki.org. |